# Eleição presidencial no Brasil em 1910
A eleição presidencial brasileira de 1910 foi a sexta eleição presidencial e a quinta eleição presidencial direta. Foi realizada em 1º de março nos vinte estados da época e no Distrito Federal. Os resultados foram divulgados no dia 27 de julho.

## Contexto Histórico
O governo de Afonso Pena deu prosseguimento à hegemonia das oligarquias no Brasil, sendo este, o quarto governo civil do período republicano. Sua chegada ao poder foi possível por meio de um compromisso político em que garantia concentrar esforços para que as medidas do Convênio de Taubaté fossem cumpridas. Fez a primeira compra estatal de estoques de café, em vigor na República Velha, transferindo assim, os encargos da valorização do café para o Governo Federal, que antes era praticada regionalmente, apenas por São Paulo, Minas Gerais e Rio de Janeiro, que haviam assinado o Convênio de Taubaté. Essas medidas implicariam, mais tarde, em um período de grande prosperidade e controle inflacionário, interrompido anos mais tarde com o advento da 1ª Guerra Mundial, já no Governo Venceslau Brás. 
Modernizou o Exército e a Marinha por meio do general Hermes da Fonseca, destinando recursos para que novos armamentos fossem adquiridos e tornou o serviço militar obrigatório. A Marinha foi agraciada com a compra de novos equipamentos, incluindo a aquisição de encouraçados que reforçariam o poder de fogo das Forças Armadas.
Foi um grande incentivador das ferrovias, sendo que se destaca em seu governo, a construção da Estrada de Ferro Noroeste do Brasil e da ligação das ferrovias paulistas com as paranaenses, permitindo-se pela primeira vez, a ligação do sudeste do Brasil com o sul do Brasil por trem. Em 1908, inspirado nos grandes eventos culturais europeus, realizou uma exposição nacional que procurava veicular uma imagem positiva do país com a comemoração do centenário da abertura dos portos brasileiros. No ano seguinte, Afonso Pena tentou articular a indicação do nome que o sucederia na presidência.
Faltando apenas um ano para concluir o seu governo, Afonso Pena acabou falecendo. Dessa maneira, o vice-presidente Nilo Peçanha assumiu o governo. Seu curto governo foi marcado pela agitação política em razão de suas divergências com Pinheiro Machado, líder do Partido Republicano Conservador. Apoiou o candidato Hermes da Fonseca a sua sucessão em 1910, contra Rui Barbosa e o presidente de São Paulo Albuquerque Lins, candidatos de oposição que fizeram a campanha civilista.

## Processo eleitoral da República Velha (1889-1930)
De acordo com a Constituição de 1891 que vigorou durante toda a República Velha (1889-1930), o direito ao voto foi determinado a todos os homens com mais de 21 anos que não fossem analfabetos, religiosos e militares. Mesmo tendo o direito de voto estendido a mais pessoas, pouca parcela da população participava das eleições. A Constituição de 1891 também declarou que todas as eleições presidenciais seriam realizadas em 1º de março. A eleição para presidente e vice eram realizadas individualmente, e o mesmo poderia se candidatar para presidente e vice.
Durante a República Velha, o Partido Republicano Paulista (PRP) e o Partido Republicano Mineiro (PRM) fizeram alianças para fazer prevalecer seus interesses e se revezarem na Presidência da República, assim, esses partidos na maioria das vezes estiveram a frente do governo, até que essas alianças se quebrassem em 1930. Essas alianças são chamadas de política do café com leite.
Nessa época, o voto não era secreto, e existia grande influência dos coronéis - pessoas que detinham o Poder Executivo municipal, e principalmente o poder militar da região. Os coronéis praticavam a fraude eleitoral e obrigavam as pessoas a votarem em determinado candidato. Com isso, é impossível determinar exatamente os resultados corretos.

## Candidaturas
Para Presidente da República, sessenta e cinco (65) nomes foram sufragados, entre eles o do militar Hermes da Fonseca, que concorria pelo Partido Republicano Conservador e que era apoiado pelo presidente Nilo Peçanha. O principal candidato da oposição era o escritor Ruy Barbosa, um ex-membro do Partido Liberal do período monárquico e que concorria pelo chamado Partido Republicano Liberal, lançado basicamente com o apoio do Partido Republicano Paulista. Um terceiro candidato de destaque foi Venceslau Brás, do PR mineiro, que apesar de não ter ganhado a disputa eleitoral pode se eleger vice-presidente. Para vice-presidente, cento e dezessete (117) nomes foram sufragados, destacando-se já mencionado advogado Venceslau Brás, seguido pelo advogado Manuel Joaquim de Albuquerque Lins. O segundo também era membro do PRP.
Em 22 de maio de 1909, por meio do senador gaúcho José Gomes Pinheiro Machado numa Convenção Nacional, foi aprovada a candidatura do militar Hermes da Fonseca, apoiado por todos os estados, com exceção de São Paulo e Rio de Janeiro. Os estados de São Paulo e Rio de Janeiro se uniram na chamada Campanha Civilista contra o Ministro da Guerra Hermes da Fonseca, e apoiando a candidatura de Ruy Barbosa. Essa eleição foi a primeira a dividir e polarizar o país e foi a primeira quebra da política do café com leite, mas não definitivamente, o que ocorreria em 1930. a campanha civilista organizou grandes comícios, nas grandes cidades, sendo a primeira vez que também uma chapa de oposição empolgou o eleitorado.

## Resultados
A população aproximada em 1910 era de vinte e três milhões de pessoas (23.000.000), sendo um milhão e quatrocentos e noventa (1.490.000) eleitores, dos quais compareceram seiscentos e quarenta mil (640.000), representando 2,78% da população.
| Eleição para presidente do Brasil em 1910 | Eleição para presidente do Brasil em 1910 | Eleição para presidente do Brasil em 1910 | Eleição para vice-presidente do Brasil em 1910 | Eleição para vice-presidente do Brasil em 1910 | Eleição para vice-presidente do Brasil em 1910 |
| Candidato                                 | Votos                                     | Porcentagem                               | Candidato                                      | Votos                                          | Porcentagem                                    |
| ----------------------------------------- | ----------------------------------------- | ----------------------------------------- | ---------------------------------------------- | ---------------------------------------------- | ---------------------------------------------- |
| Hermes da Fonseca                         | 403.867                                   | 64,35%                                    | Venceslau Brás                                 | 406.012                                        | 64,86%                                         |
| Ruy Barbosa                               | 222.822                                   | 35,51%                                    | Manuel Joaquim de Albuquerque Lins             | 219.106                                        | 35%                                            |
| Venceslau Brás                            | 152                                       | 0,02%                                     | Alfredo Augusto Guimarães Backer               | 76                                             | 0,01%                                          |
| Outros                                    | 726                                       | 0,12%                                     | Outros                                         | 744                                            | 0,12%                                          |
| Votos nominais                            | Votos nominais                            | 627.567                                   | Votos nominais                                 | Votos nominais                                 | 625.938                                        |
| Votos brancos/nulos                       | Votos brancos/nulos                       | 12.433                                    | Votos brancos/nulos                            | Votos brancos/nulos                            | 14.062                                         |
| Total                                     | Total                                     | 640.000                                   | Total                                          | Total                                          | 640.000                                        |
| Fonte:                                    |                                           |                                           |                                                |                                                |                                                |

Nota geral: os valores são incertos (ver processo eleitoral).